# 欲情/マッド・ハニー
『欲情/マッド・ハニー』（原題: Mudhoney）は、1965年のアメリカ合衆国の映画。

## ストーリー
時は大恐慌時代、カレフ・マッキニー（ジョン・ファーロング）はミシガンからカリフォルニアへ旅の途中、ミズーリ州スプーナーに立ち寄った。
マッキニーは、ウェイドの姪であるハンナ・ブレンショー (アントワネット・クリスティアーニ) と関係を持つ。しかし、彼女は妻の叔父の財産を狙っている上に、妻を虐待する飲んだくれのシドニー（ハル・ホッパー）と結婚していた。
シドニーとハンソン修道士 (フランク・ボルジャー) という変わり者の説教者は、マッキニーに対する陰謀を企てる。
シドニーは自分の農場を燃やし、マッキニーを陥れようとする。彼は説教者の妻をレイプして殺害し、リンチ集団に殺された。

## キャスト
- ハル・ホッパー（英語版） - シドニー・ブレンショー
- アントワネット・クリスティアーニ - ハンナ・ブレンショー
- ジョン・ファーロング（英語版） - カリフ・マッキーニー
- スチュアート・ランカスター - リュート・ウェイド
- レナ・ホートン - ユーラ
- リヴィングストン王女 - マギー・メリー
- ローナ・メイトランド - クララ・ベル
- サム・ハンナ - Injoys
- ニック・ウォルカフ - アベル保安官
- フランク・ボルジャー - ハンソン修道士
- リー・バラード - ハンソン修道女
- ミッキー・フォックス - サーモンド・ペイト
- ルーファス・オーウェンズ - F・ミルトン

## 製作
この映画は、フライデー・ロックの小説「Streets Paved with Gold」を原作としている。

## 反響

### 興行収入
この映画は興行的には失敗に終わった。メイヤーは後に「マッド・ハニーとギャンブルをして失敗した。マッド・ハニーを作った唯一の理由は、レナという女の子に恋をしたことだった。この映画は作るべきではなかった」と語った。

### 批評
ロサンゼルスタイムズは「完璧にえげつない映画。過度のサディズムやフルヌードによって損なわれていない...意図せず芝居がかったキャンプ」と評した。
ロジャー・イーバートはこの映画を「メイヤーの無視された傑作：彼の最も興味深く、最も野心的で、最も複雑で、最も長い作品である。彼は過剰達成の例として説明している。彼は利用価値がほとんどない映画に多くのエネルギーを費やしてしまったと信じている。イーバートによれば「常に劇的でエネルギッシュなメイヤーの視覚的発明は、これほど優れているものはない。ヒッチコックのようなオープニング (交差する通路のクローズアップで見られる素足) から、墓のP.O.V.からの墓に落ちる死体のようなグラン・ギニョールのショットに至るまで、これは極度に過激なメロドラマである。